# 短檐南星
短檐南星（学名：[Arisaema brachyspathum] 错误：{{Lang}}：文本有斜体标记（帮助））为天南星科天南星属的植物，是中国的特有植物。分布于中国大陆的福建省等地，目前尚未由人工引种栽培。